# An Elephant Sitting Still
An Elephant Sitting Still hay Chú voi ngồi im trên đất (tiếng Trung :大象 席地而坐, bính âm: Dà Xiàng Xídì Érzuò) là một bộ phim điện ảnh do Hồ Ba đạo diễn, viết kịch bản và biên tập. Đây là bộ phim đầu tay của đạo diễn Hồ Ba và cũng là tác phẩm cuối cùng của ông, bởi ông đã tự vẫn vào ngày 12-10-2017, trước thời điểm ngày 16-2-2018 khi bộ phim được công chiếu đầu tiên tại Liên hoan phim Berlin lần thứ 68, đồng thời đoạt giải thưởng ở hạng mục FIPRESCI Prizes. Bộ phim được chuyển thể từ truyện ngắn cùng tên của Hồ Ba, câu chuyện lấy bối cảnh tại một thành phố lạc hậu ở Hà Bắc, xoay quanh quá trình mưu cầu sinh tồn của bốn nhân vật sống trong tận cùng nghèo khổ của xã hội.

## Tóm tắt
Có một chú voi ở rạp xiếc Mãn Châu Lý, ngày ngày ngồi yên bất động mặc cho bị nhiều người vây kín, thậm chí bị hành hạ thể xác. Không ai biết thực hư về sự tồn tại của chú voi, nhưng có 4 người bị thông tin này thu hút. Bốn con người cực kì khổ tâm.
Một cậu học sinh vì nghe bạn xúi giục mà lỡ tay xô ngã tên bắt nạt từ bậc cầu thang. Một thanh niên ngoại tình với vợ bạn, để rồi tận mắt chứng kiến bạn mình nhảy lầu tự tử. Một người đàn ông tuổi xế chiều bị con cái bỏ rơi, sống với một chú chó nhưng rồi cũng bị chó nhà khác cắn chết. Một cô gái trẻ dan díu với thầy giáo đã có vợ, cảm thấy đó là chốn yên bình đầy mỉa mai. Tất cả họ, dù có lỗi hay không, đều bị trói buộc bởi khổ đau trong cuộc đời, là những minh chứng hùng hồn cho câu nói: "Con người sinh ra đã là một cái khổ". Đó là cho đến khi họ nghe về chú voi Mãn Châu Lý kia và quyết định một lần đến thăm chú.
Chú voi kia vốn chỉ là cái cớ. Cả 4 người tìm đến chú voi như một cách thoát khỏi cuộc sống bế tắc, thê lương hiện tại, trốn xa khỏi thị trấn u ám chả có nổi ánh mặt trời. Xuyên suốt phim, khán giả đều có chung một câu hỏi: "Chú voi kia có thật hay không?", thế nhưng dần dần nó cũng không còn quan trọng nữa. Cả 4 nhân vật chính của Chú Voi Ngồi Im Trên Đất lần đầu tiên cảm thấy tự do khi bỏ được nỗi đau lại đằng sau, có mặt ở vùng đất mới, cùng nhau đá cầu lúc trời nhá nhem và không mấy quan tâm đến chú voi kia nữa. Đó chính là góc nhìn của riêng Hồ Ba về cách con người đối mặt với chữ "khổ". Có người hơi khổ, có người quá khổ, nhưng lâu dần chúng sẽ bào mòn tâm hồn chúng ta, khiến một số người như thể bị đánh gục đến mức thờ ơ với mọi thứ. Tận dụng việc kể nhiều câu chuyện song hành cùng lúc, Chú Voi Ngồi Im Trên Đất khiến thời lượng 3 tiếng 50 phút của nó trở nên ý nghĩa, không thừa không thiếu, mang đến cho người xem trải nghiệm kì lạ và trần trụi nhất.

## Sản xuất

### Quá trình quay phim
Năm 2016, Lưu Toàn tổ chức triển lãm điện ảnh FIRST ở Tây Ninh thì gặp Hồ Ba đang sáng tác kịch bản, cô tán thưởng Hồ Ba nên đã giới thiệu với chồng là đạo diễn nổi tiếng Vương Tiểu Soái (trung tâm của Kinh khuyên). Công ty Đông Xuân ảnh nghiệp quyết định đầu tư chế tác cho bộ phim điện ảnh chuyển thể của Hồ Ba. Hoàn thành kịch bản, quay phim, hậu kỳ chế tác phải mất một năm, trong khi đó Hồ Ba phải xuất bản Ếch trâu trong cùng năm. Đông Xuân ảnh nghiệp cấp phát 30 ngày quay phim, sau giảm còn 25 ngày. Thời gian khẩn cấp, Hồ Ba quyết định hoàn toàn dùng trường màn ảnh quay chụp, không cho phép có lỗi lầm.

### Quá trình ra mắt phim
Sau khi quay phim, Hồ Ba nhanh chóng cắt nối, biên tập. Việc này không khó đối với anh, vì khi quay anh đã hạ quyết tâm, quay thành một bộ phim nhựa có thời lượng dài, miễn là các cảnh quay đều tốt. Vương Tiểu Soái không đồng ý, cho rằng như thế là quá mạo hiểm. Cho rằng Hồ Ba còn trẻ tuổi, chưa có kinh nghiệm, không nên làm bộ phim dài như vậy, khuyên Hồ Ba bỏ cuộc. Sau mười ngày cắt nối, Hồ Ba tuyên bố đã cắt xong. Vương Tiểu Soái hào hứng đi xem, nhưng không đồng ý, bảo Hồ Ba phải cắt lại lần nữa. Hồ Ba khó xử, trong thời gian một tháng đã cắt thành phiên bản hai giờ. Ở phiên bản này, kịch bản phát sinh từ sáng đến tối, không có chuyện xưa, biến bộ phim thành tình tiết kịch, lụn vụn, chắp nối, chần chờ, tạm dừng, không còn mạch truyện thông suốt nữa. Hồ Ba muốn giữ bản bốn tiếng, Vương Tiểu Soái không đồng ý, muốn giữ bản hai tiếng.
Bị Vương Tiểu Soái phủ định, Hồ Ba nghi ngờ bản thân của mình, nên đã gửi phim đến nhà cắt nối biên tập phim trứ danh người Đài Loan Liêu Khánh Tùng (người có quan hệ hợp tác với Hầu Hiếu Hiền, ông ấy cắt nối Đạp tuyết tầm mai, Hai mươi hai rất được khen ngợi). Liêu Khánh Tùng bày tỏ khen ngợi với phiên bản bốn tiếng, làm cho Hồ Ba cực kỳ phấn chấn, “được chứng thực bằng trực giác”. Hồ Ba tìm Lưu Toàn, muốn phim trở về phiên bản bốn tiếng. Tại văn phòng Đông Xuân ảnh nghiệp, đã xảy ra tranh cãi kịch liệt. Sau nhiều lần thuyết phục, Vương Tiểu Soái đều cự tuyệt. Có một lần ăn cơm, Vương Tiểu Soái đã mắng Hồ Ba: “Anh cho rằng tôi can thiệp vào việc sáng tác của anh”, Lưu Toàn ở phía sau chỉ thẳng vào Hồ Ba: “Anh nói cho rõ ràng, ai can thiệp anh sáng tác. Anh nói như vậy là rất ngu ngốc. Anh nghĩ anh lấy cái hạng mục ở FIRST, ai cho anh? Không có chúng tôi, anh có ngày hôm nay sao?”.
Đây là lần đầu tiên Hồ Ba bị Lưu Toàn nhục mạ, lúc quay ở nhà ga, bị nhân viên công tác thóa mạ, Hồ Ba cũng chỉ nhắm mắt nghe, không dám nói một lời. Trước mọi người, Lưu Toàn chỉ trách mắng Hồ Ba quay phim có đủ vấn đề, không ra thể thống gì cả. Bữa tiệc Tết Đoan Ngọ, Hồ Ba làm liều, tới văn phòng Đông Xuân ảnh nghiệp trộm tư liệu để phục chế, bị Lưu Toàn phát hiện. Lưu Toàn tịch thu chìa khóa của Hồ Ba, khóa văn phòng biên tập, tuyên bố toàn công ty: ”Tôi không làm bộ phim này, nếu bộ phim này làm xong, tham dự bất kỳ liên hoan phim nào thì tôi liền từ chối, tôi không đi”.
Sau đó Hồ Ba tích cực tìm công ty khác để mua lại bộ phim từ Đông Xuân ảnh nghiệp. Bộ phim lúc đầu dự toán 90 vạn, thực tế tiêu phí 73 vạn, Đông Xuân ra giá 350 vạn, điều này làm cho Hồ Ba khó tiếp nhận. Không có người bằng lòng tiếp nhận, nửa tháng sau, Hồ Ba phải làm ra vẻ đáng thương, xin lỗi Vương Tiểu Soái và Lưu Toàn, phối hợp hoàn thành phiên bản hai giờ để phim được ra mắt. Nhưng Lưu Toàn nói Hồ Ba nên tìm luật sư, đã nhiều lần nhắc nhở, Hồ Ba làm trì hoãn, phải bồi thường. Vài ngày sau, Lưu Toàn đưa đơn giải trừ hợp đồng đạo diễn vói Hồ Ba. Giải trừ hợp đồng xong, ngoài quyền kịch bản phim quy về Hồ Ba ra, hiện tại tất tư liệu điện ảnh sống, cắt nối biên tập, tiền lời, quyền sở hữu đều thuộc về sản xuất Đông Xuân.

### Con người đạo diễn Hồ Ba và Cái chết
Ở Bắc Kinh, Hồ Ba thường chạy chiếc xe máy nhỏ màu trắng, thuê một căn hộ ở trung tâm, thường xuyên chạy ở cao tốc sân bay. Đối với việc Hồ Ba tự sát, bạn học không bất ngờ, vì Hồ Ba là một người lập dị. Khi đó Hồ Ba để tóc dài, cột lại như cái xẻng. Có nhiều thầy giáo đặc biệt thưởng thức anh, nhưng có nhiều người lại chán ghét anh. Có thời gian, Hồ Ba thích đọc truyện của Hàn Hàn, liền đọc tiểu thuyết, tập viết tiểu thuyết. Rồi sau đó có hứng thú với camera. Hằng ngày quan sát mọi người, chụp rồi quay lại. Hồi học cao trung ở Sơn Đông, Hồ Ba muốn thi Bắc Ảnh, liền tập nói tiếng phổ thông. Thi ba lần không đậu, năm 2010 mới nhập học ở Bắc Ảnh hệ đạo diễn, trở thành sinh viên lớn nhất khóa. Hồi tốt nghiệp Hồ Ba quay phim ngắn, thầy giáo phê bình quá nghệ thuật, bảo anh bắt chước Hàn quốc, quay phim thương mại, sẽ có công ty mời làm đạo diễn, nhưng anh từ chối.
Cuối đời, sau khi mâu thuẫn gay gắt với Đông Xuân ảnh nghiệp, Hồ Ba ở nhà uống hơn hai chục chai rượu rum. Sau khi gặp đạo diễn thần tượng Bella ở Tây Ninh, Hồ Ba liền phấn chấn lên. Tập trung vào việc sáng tác, liên hệ nhà xuất bản để xuất bản hai tiểu thuyết Ếch trâu và Thiên đường chi môn, được trả sáu vạn tiền nhuận bút. Cuối tháng 9, FIRST có một buổi chiếu điện ảnh, Chú voi ngồi im trên đất hy vọng có công ty tiếp nhận, nhưng Lưu Toàn cự tuyệt. Cùng ngày Hồ Ba đi uống rượu, lúc về kích động: “Tôi hận chết hai người bọn họ, tại sao lại đối xử với tôi như vậy…”. Hồ Ba cho rằng lúc đầu Đông Xuân tiếp xúc với anh đều là lừa gạt. Lúc đem Chú voi ngồi im trên đất đi dự FIRST ở Tây Ninh, có công ty đã liên hệ với Hồ Ba, đầu tư 300 vạn. Nhưng thấy Đông Xuân trung tâm là Vương Tiểu Soái luôn làm phim nghệ thuật, Lưu Toàn thuyết phục công ty kia làm phim thương mại, khẳng định sẽ quấy nhiễu khả năng sáng tác của Hồ Ba, Hồ Ba vì tin tưởng Lưu Toàn nên bị thuyết phục. Sau khi lấy tác quyền, lấy lý do Hồ Ba kinh nghiệm quá ít, cắt quyền lựa chọn diễn viên. Lúc đầu dự toán 100 vạn, đưa một đạo diễn khác vào đoàn, sau chỉ còn mấy chục vạn, cho 25 ngày quay dự toán.
Ngày 12/10/2017, một người bạn của Hồ Ba làm cơm, muốn gọi anh sang ăn. Hồ Ba sống độc thân, cùng tiểu khu, lại ăn uống khá tùy tiện nên anh bạn này thường xuyên nấu ăn cho Hồ Ba. Liên hệ qua Wechat và điện thoại không được, bước vào nhà không thấy ai (anh bạn có chìa khóa dự phòng nhà Hồ Ba vì Hồ Ba thường xuyên quên chìa khóa), anh bạn này gọi cho một người bạn khác hỏi có gặp Hồ Ba không, đến khi đẩy cửa ở hàng hiên thì thấy Hồ Ba đã treo cổ tự vẫn. Sợi dây thừng được treo từ tầng mười sáu thông qua tầng mười bảy bằng cầu thang. Sau khi gọi cảnh sát và xe cứu thương, nhân viên cứu thương xác nhận Hồ Ba đã qua đời.

## Giải thưởng
| Năm  | Giải thưởng                              | Hạng mục                                        | Kết quả |
| ---- | ---------------------------------------- | ----------------------------------------------- | ------- |
| 2018 | Liên hoan phim quốc tế Berlin lần thứ 68 | FIPRESCI Prizes                                 | Thắng   |
| 2018 | Liên hoan phim quốc tế Berlin lần thứ 68 | GWFF Best First Feature Award - Special Mention | Thắng   |
| 2018 | Giải thưởng Kim Mã lần thứ 55            | Phim hay nhất                                   | Thắng   |
| 2018 | Giải thưởng Kim Mã lần thứ 55            | Nam diễn viên chính xuất sắc nhất               | Đề cử   |
| 2018 | Giải thưởng Kim Mã lần thứ 55            | Đạo diễn mới xuất sắc nhất                      | Đề cử   |
| 2018 | Giải thưởng Kim Mã lần thứ 55            | Kịch bản chuyển thể xuất sắc nhất               | Thắng   |
| 2018 | Giải thưởng Kim Mã lần thứ 55            | Quay phim xuất sắc Nhất                         | Đề cử   |
| 2018 | Giải thưởng Kim Mã lần thứ 55            | Nhạc phim gốc xuất sắc nhất                     | Đề cử   |
| 2018 | Giải thưởng Kim Mã lần thứ 55            | Giải thưởng bình chọn của khán giả              | Thắng   |